# Waltzer
Een Waltzer is een type kermisattractie dat verwant is met de rupsbaan. In tegenstelling tot de rupsbaan komt de Waltzer echter vrijwel niet meer voor op kermissen (buiten Groot-Brittannië) en in pretparken. De allereerste Waltzer draaide op Enfield, Londen, in juli 1933. De Waltzers zijn in Groot-Brittannië en Ierland nog steeds vrij populair op de kermissen. Ook worden er nog steeds moderne exemplaren gebouwd, (bijv. door Fairtrade Services uit Bristol).
De Waltzer is een carrousel, waar op een golvende baan ronde gondels staan. Door de golvende ondergrond stijgen en zakken de gondels telkens steeds een beetje per rotatie waardoor deze gaan tollen, meestal wordt door personeel een extra zetje meegegeven aan de draaiende gondels, waardoor ze nog harder gaan. Deze dubbele roterende bewegingen maken van deze attractie een spin 'n puke.
Waltzers hebben meestal 10 gondels. Afhankelijk van de grootte van deze karren kan de capaciteit van de Waltzer uiteenlopen van 20 tot 50 personen.
Nederlandse attractiebouwer KMG heeft een variant op de Waltzer in zijn assortiment, Fun Factory, welke een capaciteit heeft van 24 personen. 